# ويليام غينتري
ويليام غينتري (بالإنجليزية: William Gentry)‏ هو عسكري نيوزيلندي، ولد في 20 فبراير 1899 في لندن في المملكة المتحدة، وتوفي في 13 أكتوبر 1991 في لور هوت في نيوزيلندا.